# Miktion
Als Miktion (lateinisch Mictio, Plural Mictiones; von mingere „harnen, urinieren“; gleichfalls medizinischer Fachbegriff für die „natürliche Harnentleerung aus der Blase“), auch Urese bzw. Uresis (altgriechisch οὔρησις oúrēsis „Harnlassen“, zu οὖρον oúron „Harn“), Urinieren, Harnlassen, Wasserlassen oder Blasenentleerung genannt, wird die Ausscheidung des Urins aus der Harnblase bezeichnet. Dieser Vorgang wird durch komplexe Regelkreise des autonomen und willkürlichen Nervensystems gesteuert.

## Anatomie
Die Miktion setzt folgende nervale Mechanismen voraus:
- Erschlaffung des quergestreiften Schließmuskels (über die somatische Innervation);
- Erschlaffung der glatten Muskulatur des Schließmuskels und Öffnung des Harnblasenhalses (Cervix vesicae) (über eine sympathische Innervation);
- Kontraktion der glatten, die Harnblase (Cervix vesicae) umgebenden Detrusormuskulatur (über eine parasympathische Innervation). Nicht abgrenzbare Teile des Musculus detrusor vesicae wurden als Musculus sphincter vesicae bezeichnet.[7]

## Synonyme
Neben dem Fachbegriff Miktion gibt es eine Vielzahl von, teils regional gehäuft verwendeten, teilweise vulgären und je nach Situation mehr oder weniger angepassten Synonymen: Blasenentleerung, Wasserlassen, Harnen, Urinieren, Austreten, Pinkeln, Pieseln, Pissen, Lullern, Rappeln, Seichen, Sicken, Schiffen, Brunzen (vergleiche Brunnen als Euphemismus im 16. Jahrhundert für Harn), Brünzeln, Ludeln, Strullern, Pullern, Pritscheln oder aber auch „Pipi machen“ (für kleine Jungen/Mädchen), „mal müssen“, „an Wiss machen“ (mundartlich in Franken) oder „(sich) sein Wasser abschlagen“ (bei Männern).
Die Wörter Wasser, Harn und Urin haben indogermanische Wurzeln.

## Physiologie der Miktion
Die Harnblase dient als Zwischenspeicher für den von den Nieren kontinuierlich gebildeten Urin, der als Sekundärharn über die Harnleiter zu ihr geleitet wird. Sie wird bei normaler Flüssigkeitsaufnahme in der Regel zwei bis sechs Mal pro Tag über die Harnröhre (Urethra) entleert. Die dabei ausgeschiedene Urinmenge beträgt normalerweise jeweils etwa 300 bis 400 Milliliter; es gibt jedoch keine allgemein akzeptierten Werte – einige Menschen scheiden bei einem Toilettengang über einen Liter Urin aus. Zur Diagnostik dienen die Uroflowmetrie, die Miktionszystourethrographie oder andere urodynamische Untersuchungen.
Endstrecke der Exkretion des Urins ist die Harnröhre. Sie gehört zu den ableitenden Harnwegen und beginnt am unteren Ende der im Becken lokalisierten Harnblase. Die Harnröhre mündet bei männlichen Vertretern an der Penisspitze auf der Eichel und bei weiblichen im Scheidenvorhof.
Die maximale Blasenkapazität ist dabei jenes Füllvolumen, bei dessen Erreichen es zuerst zu einem Dehnungsschmerz und dann zu einer sogenannten imperativen Miktion (Mikturition, Harndrang, Harnzwang) beziehungsweise zu einer unwillkürlichen Blasenentleerung kommt. Für Männer wird der Normwert mit 400 bis 600 Millilitern, für Frauen wird ein geringerer Wert (weil die inneren Geschlechtsorgane der Frau den Platz beanspruchen) von 300 bis 400 Millilitern angegeben. Diese Werte schwanken jedoch von Mensch zu Mensch stark, und es gibt keine bestätigten Maximalwerte. Berechnet wird sie als die Summe der funktionellen Blasenkapazität und des nach der Miktion in der Blase verbleibenden Restharns. Als funktionelle Blasenkapazität wird das mittlere Entleerungsvolumen bezeichnet.
Die Speicherfunktion der Blase wird einerseits durch zwei Schließmuskeln gewährleistet: einen äußeren, quergestreiften, und einen inneren, bestehend aus glatten Muskelzellen. Daneben muss sich bei zunehmender Blasenfüllung der „Blasenentleerer“ (M. detrusor vesicae, kurz als Detrusor bezeichnet) den veränderten Druckverhältnissen anpassen und sich dazu entspannen. Dies wird als Akkommodation beziehungsweise Compliance der Blase bezeichnet. Störungen des Zusammenspiels führen zu einer sogenannten Detrusor-Sphinkter-Dyssynergie.
Wird die Fähigkeit zur weiteren Akkommodation des Detrusors überschritten, kommt es zu einem steilen Druckanstieg im Blaseninneren und über Dehnungsrezeptoren in der Blasenwand zur Auslösung des Miktionsreflexes, damit zur Kontraktion des Detrusors, zu einer passiven Dehnung des inneren Schließmuskels und zu einer willkürlich gesteuerten Erschlaffung des äußeren Schließmuskels. Der normale maximale Miktionsdruck beträgt 60–70 mmHg. Beim Erwachsenen verursacht ein Blasendruck von 3400 Pascal oder 35 Zentimeter Wassersäule einen starken Harndrang.
Die zentrale Steuerung erfolgt in der pontinen Formatio reticularis. Für das Einleiten des Entleerungsvorgangs ist der Parasympathikus zuständig. Er reizt die Blasenmuskulatur zur Anspannung und hilft beim Entleeren der Blase. Der Sympathikus hingegen sorgt dafür, dass die Blase erschlafft, um sich füllen zu können, und zur Anspannung der Schließmuskeln. Er verhindert somit eine ständige Entleerung.
Abhängig von der Flüssigkeitszufuhr produziert ein gesunder Mensch in 24 Stunden etwa 1000 bis 1500 ml (Sekundär-)Harn, den er zwei bis sechs Mal am Tag ausscheidet. Dabei ist die Urinproduktion allerdings nicht zu jeder Tageszeit gleich groß. Am meisten Urin produziert der Mensch um sechs Uhr morgens (siehe Chronobiologie). „Frühgeborene produzieren weniger Harn als gleichaltrige termingerecht Neugeborene. Neugeborene verdoppeln ihr tägliches Harnvolumen von ersten zum zweiten Lebenstag von 17 auf 34 Milliliter.“

## Entwicklung der Blasenkontrolle
Eine Kontrolle der Blasenentleerung wird im Verlauf der kindlichen Reifungsprozesse (bzw. der „Reinlichkeitserziehung“) erst nach der Kontrolle über den Stuhlgang erlangt. Im 5. Lebensjahr sind ca. 80 Prozent der Kinder tagsüber und nachts trocken.

## Fetale Miktion
Der Fötus uriniert im etwa stündlichen Abstand in das ihn umgebende Fruchtwasser, welches wiederum durch das fetale Schlucken „recycelt“ wird.

## Miktionsstörungen
Siehe Hauptartikel: Blasendysfunktion als Sammelbegriff für Blasenentleerungs- und Blasenspeicherstörungen
Eine Miktionsstörung tritt vor allem als Enuresis (Einnässen, Bettnässen, Mictio involuntaria, unfreiwilliges Harnen) oder als Harninkontinenz (Blasenschwäche, Blaseninkomtinenz, Incontinentia urinae, Urgeinkontinenz) in Erscheinung und kann Ursache für wiederkehrende Harnwegsinfektionen sein.
In jedem Alter kann eine Vielzahl von Ursachen zu einer Blasendysfunktion (als eine Sammelbezeichnung für Blasenspeicher- und Blasenentleerungsstörungen) führen, wobei im Kindesalter ein nächtliches Einnässen, im höheren Alter eine unvollständige Blasenentleerung mit Restharnbildung, vor allem aber ein unwillkürlicher Harnabgang besonders hervorzuheben sind.
Paruresis bezeichnet das Unvermögen des Urinierens aus psychischen Gründen, insbesondere die Hemmung, in Gegenwart anderer Personen zu urinieren. „Bei gehäufter Miktion spricht man von Pollakisurie, bei schmerzhaftem Wasserlassen von Algurie“ oder Strangurie. „Ist die Miktion durch ein Hindernis am Blasenausgang oder in der Harnröhre erschwert, besteht eine Dysurie.“ Das nächtliche Harnlassen heißt Nykturie (Mictio nocturna, „das nächtliche Bettpissen“). Die zweizeitige Miktion bei einem Blasendivertikel nennt man Doppelmiktion.
Ein zu geringes Miktionsvolumen wird als Oligurie und im extremen Fall als Anurie bezeichnet. Zwischenformen heißen Oligoanurie. Hans Freiherr von Kress unterschied die Oligurie von der „Oligakisurie“ als Bezeichnung für eine abnorm seltene Miktion.
Manchmal erschwert ein Krampf des Blasenschließmuskels die Miktion. Zuweilen verhindern Verengungen der Harnröhre (Strikturen oder Stenosen) die Harnentleerung.

## Medikamente
Es gibt unter den Urologika zahlreiche Medikamente zur therapeutischen Beeinflussung der Miktion. Behandelt werden damit zum Beispiel Beschwerden beim Wasserlassen bzw. Miktionsbeschwerden, Blasenschwächen, Symptome des unteren Harntrakts (Lower Urinary Tract Symptoms, LUTS), Blasenentleerungsstörungen, Anzeichen und Symptome einer benignen Prostatahyperplasie, das Risiko einer akuten Harnretention, die Inzidenz eines akuten Harnverhalts, ein Brennen beim Wasserlassen, ein verstärkter Harndrang, Katarrhe im Bereich von Niere und Blase, Nephropathien, eine Detrusorüberaktivität, eine erhöhte Miktionsfrequenz, ein imperativer Harndrang, eine Dranginkontinenz, eine überaktive Blase, eine Pollakisurie, eine Harninkontinenz, eine Detrusorhyperreflexie, eine Belastungsharninkontinenz (Stress Urinary Incontinence, SUI), eine Zystitis (nach einer Strahlentherapie) sowie Reizzustände der ableitenden Harnwege und andere Erkrankungen der Harnwege.
Außerdem rufen zahlreiche Arzneimittel mitunter Nebenwirkungen hervor. Beschrieben werden Erhöhungen des Blasenruhedrucks, Erhöhungen des Miktionsdrucks, Erhöhungen der Miktionsfrequenz, Kapazitätsverminderungen (Urge-Inkontinenz), Erniedrigungen des Blasenruhedrucks, Erniedrigungen des Miktionsdrucks, Kapazitätserhöhungen, eine Restharnbildung (Harnverhaltung) mit entsprechendem Risiko von Inkontinenz und Nierenschädigung (s. o.), eine Erhöhung des Urethraverschlussdrucks, eine Erniedrigung des Urethraverschlussdrucks, eine Erhöhung des Uroflows, eine Stressinkontinenz und Symptome einer hypotonen Blase. Einige dieser Nebenwirkungen können im Einzelfall auch erwünscht sein.

## Soziokulturelle Faktoren
Die gesellschaftliche Haltung gegenüber dem Miktionsvorgang variiert stark zwischen verschiedenen Epochen und Kulturkreisen. Dies bezieht sich einerseits auf das Ausmaß, in dem die Miktion in der Öffentlichkeit akzeptiert wird. Andererseits existieren verschiedene Normen für Männer und Frauen bezüglich der Körperhaltung.

### Körperhaltung beim Urinieren

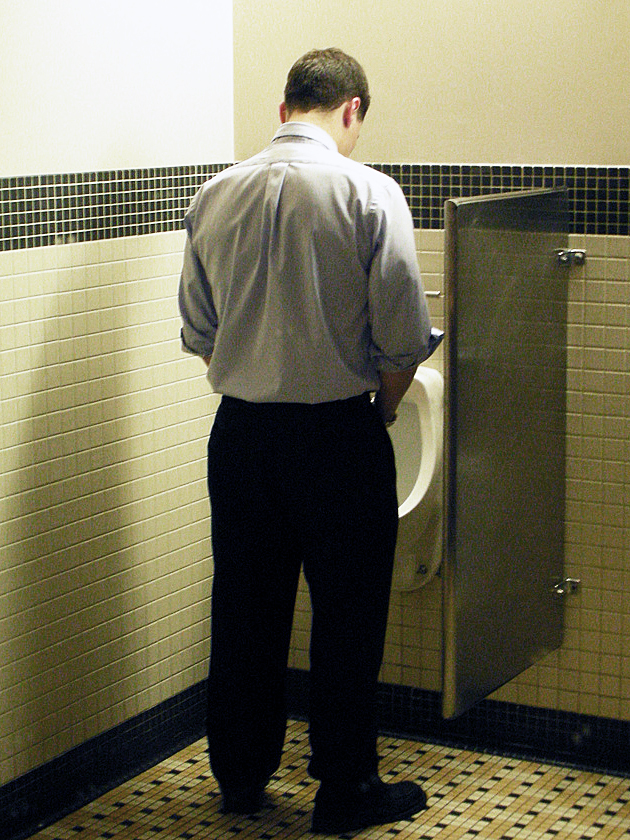
Ein Mann uriniert im Stehen an einem Urinal

Männer und Frauen nehmen im westlichen Kulturkreis in der Regel folgende Haltungen zum Urinieren ein: Männer urinieren im Stehen, Frauen im Sitzen oder in der Hocke. Die Differenzierung ist dabei zum Teil durch anatomische Unterschiede bedingt: Männern fällt es leichter, ihren Harnstrahl zu kontrollieren. Jedoch zeigt sich diesbezüglich auch eine interkulturelle Varianz. Herodot berichtet aus dem antiken Ägypten, dass „[…] die Weiber ihren Harn im Stehen lassen und die Männer im Sitzen“. Auch in verschiedenen anderen Kulturkreisen, beispielsweise bei einigen afrikanischen Ethnien, ist es für Frauen üblich, im Stehen zu urinieren. Diese kulturellen Unterschiede sowie die Tatsache, dass spezielle Techniken zum „Stehpinkeln“ für Frauen erlernbar sind, zeigt eine starke kulturelle Prägung der Körperhaltung und dass es sich dabei um erlernte Verhaltensweisen handelt. Um stehend zu urinieren, müssen Frauen die Schamlippen mit zwei Fingern spreizen und frontal nach oben ziehen; somit lässt sich der Urinstrahl kontrollieren.
Im westlichen sowie auch in den meisten anderen heutigen Kulturkreisen haben sich eine stehende Körperhaltung für Männer und eine sitzende beziehungsweise hockende für Frauen als soziale Norm etabliert.
In den 1990er Jahren kamen einerseits Papptrichtersysteme (Urinella) auf den Markt, die es Frauen ermöglichen, im Stehen zu urinieren (um sich auf einer öffentlichen Toilette nicht hinsetzen zu müssen beziehungsweise um im Freien bequemer urinieren zu können). Weiterhin wurden Frauenurinale für öffentliche Toiletten entwickelt, welche auch eine (halb-)stehende Körperhaltung möglich machen.
Andererseits besteht oft der Wunsch, dass Männer sich auf Toiletten (im Gegensatz zu Urinalen) hinsetzen mögen (Sitzpinkeln). Dies ist bedingt durch die Annahme, die kleinere Entfernung zum Toilettenbecken würde zu einer verbesserten Zielgenauigkeit und damit zu weniger Verunreinigungen führen.

### Öffentliches und privates Urinieren

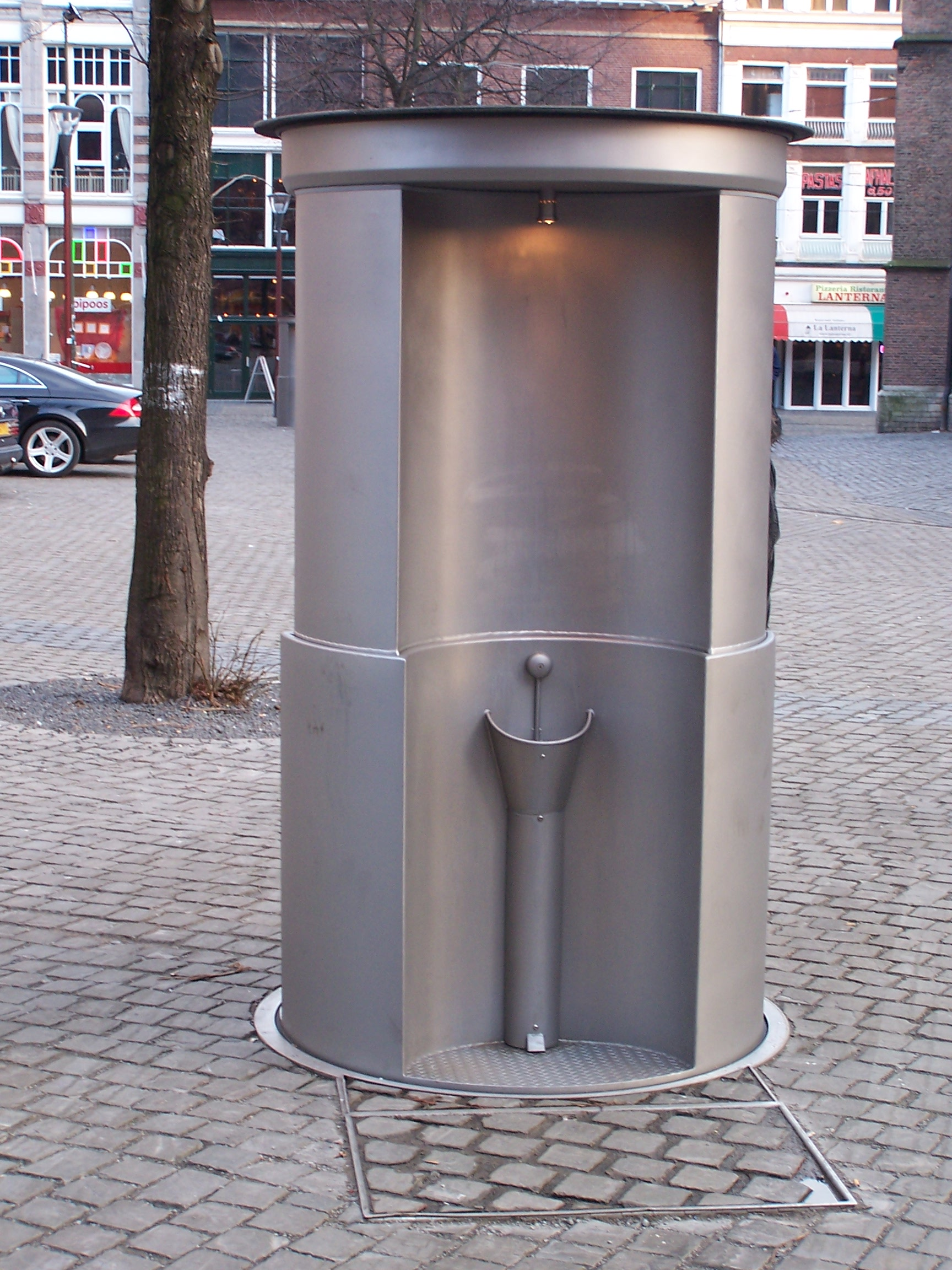
Versenkbares öffentliches Urinal in Den Haag

Bis ins 19. Jahrhundert war es auch in westlichen Gesellschaften üblich, im Freien zu urinieren. Mit der zunehmenden Verlagerung des Lebens in die Städte und dem Ausbau der Kanalisation entstanden Urinale und Toiletten in ihrer heutigen Form. Das Zusammenleben vieler Menschen auf engem städtischen Raum und der damit einhergehende erhöhte Hygienebedarf sowie der Wunsch nach Vermeidung von Geruchsbelästigung führten zu einer gesellschaftlichen Sanktionierung des öffentlichen Urinierens.
Dies gilt bis heute und wird in einigen Ländern auch rechtlich sanktioniert, so zum Beispiel oft, aber nicht immer, in Deutschland als Ordnungswidrigkeit und in Österreich als Anstandsverletzung geahndet. Insbesondere zu Großveranstaltungen werden mobile Toilettenkabine eingesetzt. Bei nicht oder nur ungenügend vorhandenen Bedürfnisanstalten findet ein Urinieren jedoch in der Öffentlichkeit statt. In einigen Städten mit ausgeprägtem Nachtleben wurden daher öffentliche Urinale installiert, die abends aus dem Boden gefahren werden und tagsüber im Bürgersteig verschwinden.
Mit zunehmender Verbannung des Urinierens aus dem öffentlichen Raum und der Abwicklung des „kleinen Geschäfts“ in eine öffentliche oder private Toilette wurde die Miktion im westlich-europäischen Kulturkreis zunehmend diskreter abgewickelt und auch von einem Bedürfnis nach Privatheit begleitet. Vielen Menschen ist es unangenehm oder gar unmöglich, in Gegenwart anderer Personen zu urinieren. Die Benutzung eines Urinals stellt einen halb-öffentlichen Rahmen insofern dar, als andere Menschen zwar gegenwärtig sind, das Urinal selbst jedoch oftmals mit einem Sichtschutz versehen ist und nur gleichgeschlechtliche Personen anwesend sind.

### Umgangssprachliche Bezeichnungen für männlichen Harndrang
Für Männer mit häufigem Harndrang gibt es die umgangssprachlichen Bezeichnungen Pennälerblase, Primanerblase, Konfirmandenblase oder Sextanertank. Im Jargon der Bundeswehr gibt es den Ausdruck „Nillendruck“.

### Exkrementophilie
Bei dieser Form der Salirophilie handelt es sich um eine Vorliebe für Exkremente. Urin wird hier im Szenejargon als Natursekt bezeichnet. Urophile werden sexuell erregt, wenn sie auf andere urinieren, auf sich urinieren lassen oder anderen beim Urinieren zusehen (Voyeurismus). Im Rahmen der Urethralerotik kommt es zur Harnröhrenstimulation.

## Urinieren und Sport
Segelflieger und Paragleiter können unerwartet lange Flugzeiten erzielen und dabei stark auskühlen. Paragleiter können nur in Bauchlage die Schwerkraft nutzen, um sich im Fahrtwind zu erleichtern. Moderne Segelflugzeuge haben eine im Cockpitboden erreichbare Auslass-Öffnung für einen Urinschlauch.
Nass-Tauchanzüge können im Bereich der Leiste eine Pinkelöffnung mit Reißverschluss aufweisen. In einen Trockentauchanzug kann ein Urinalventil (englisch pee valve) innen vorne auf halber Oberschenkelhöhe eingebaut werden, das als Rückschlagventil wirkt und an seiner Innenseite einen Zuleitungsschlauch aufweist. An diesen kann ein Urinalkondom für den Mann angeschlossen und am Penis hochgerollt und angeklebt werden oder aber ein funktionell analoger länglich-flacher Stutzen (Trichter) zum Ankleben (Sprühkleber oder Aufpinseln) an der um die Vulva liegenden Haut mit Schlauchausgang in Richtung einer Schmalseite. Die Alternative sind saugfähige Windeln oder Windelhosen.
Zum Pinkeln an Land im Stehen nach vorne gibt es für Frauen schmal-trichterförmige Formteile aus steiferem Kunststoff oder – zur Einmalverwendung – aus plastifiziertem Faltkarton (siehe Urinella). Diese Stücke werden so mit der länglichen Öffnung an die Vulva angepresst, dass sie abdichten und der Auslauf nach vorne und schräg nach unten weist. Eine per geöffnetem Hosenschlitz gelockerte Hose kann sonst in angezogener Position verbleiben und schützt dadurch weiterhin vor Kälte, Regen, Wind und neugierigen Blicken. Harntropfen können aus dem wieder abgenommenen Trichter ausgeschüttelt werden.
Rollstuhlfahrer verwenden typischerweise einen transurethralen oder suprapubische Harnblasenkatheter oder ein Urinalkondom, Frauen den in diesem Fall kürzeren Harnblasenkatheter, jeweils in Verbindung mit einem an einem Bein getragenen Urinbeutel.
Unter Zeitdruck, zum Beispiel beim Marathonlauf oder im Straßenradsport, oder im Tauchanzug wird gelegentlich einfach in die Kleidung uriniert.

## Künstlerische Darstellungen der Miktion
Die Darstellung urinierender Personen ist ein wiederkehrendes Motiv in der Kunst, zumal es sich hierbei um eine alltägliche Verrichtung handelt.
Insbesondere im 20. Jahrhundert wurde die Blasenentleerung als künstlerisches Mittel eingesetzt. Jackson Pollock urinierte im Rahmen einer Performance in ein Kaminfeuer, Andy Warhol produzierte seine berühmten oxidation paintings, indem er zusammen mit Mitgliedern der Factory auf Leinwände urinierte. In Helen Chadwicks Skulpturenserie Piss Flowers wurden Bronzeskulpturen aus den Abdrücken geformt, die entstanden, als sie zusammen mit Freunden in den Schnee urinierte. Sophie Ricketts Fotoserie Pissing Women stellt Frauen dar, die in verschiedenen städtischen Situationen im Stehen urinieren.
Verschiedene in diesem Zusammenhang stehende Kunstwerke erlangten eine über die Kunstszene hinausgehende Aufmerksamkeit. Das Werk Piss Christ aus dem Jahr 1987 von Andres Serrano stellt ein Kruzifix in einem Glas dar, in welches der Künstler urinierte. Das Werk wurde von der Kirche und von zahlreichen religiösen Menschen als Provokation empfunden und verurteilt, unter anderem von dem republikanischen Senator Al D’Amato. Serrano erhielt Beleidigungen und Todesdrohungen. Das Werk wurde 1997 in der National Gallery of Victoria von einem Gegner beschädigt. In Deutschland erregte 2011 die von Marcel Walldorf geschaffene Skulptur Pinkelnde Petra Aufsehen. Die in der Hochschule für Bildende Künste Dresden gezeigte Skulptur stellt eine urinierende Polizistin in Uniform dar. Von der preisgekrönten Arbeit fühlten sich die Gewerkschaft der Polizei sowie der sächsische Innenminister Markus Ulbig provoziert, die das Kunstwerk als Beamtenbeleidigung interpretierten. In Karlsruhe wurde 1979 am Ettlinger-Tor-Platz der Brigantenbrunnen der Bildhauerin Gudrun Schreiner aufgestellt; er wird auch „Pinkelbrunnen“ genannt und zeigt eine Gruppe Jungen beim Wettpinkeln.

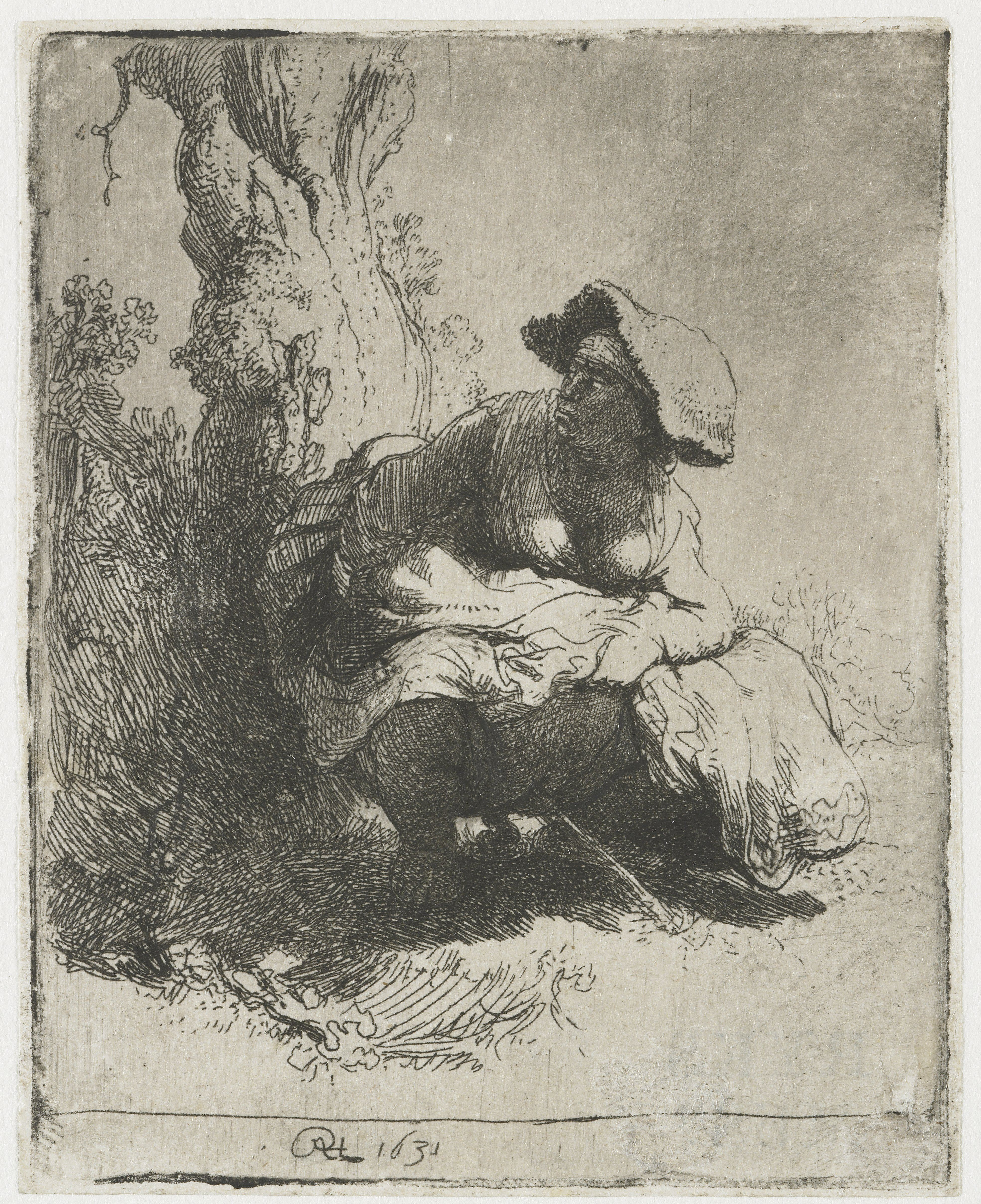
Pinkelnde Bauersfrau – Kaltnadelradierung von Rembrandt van Rijn (1631)
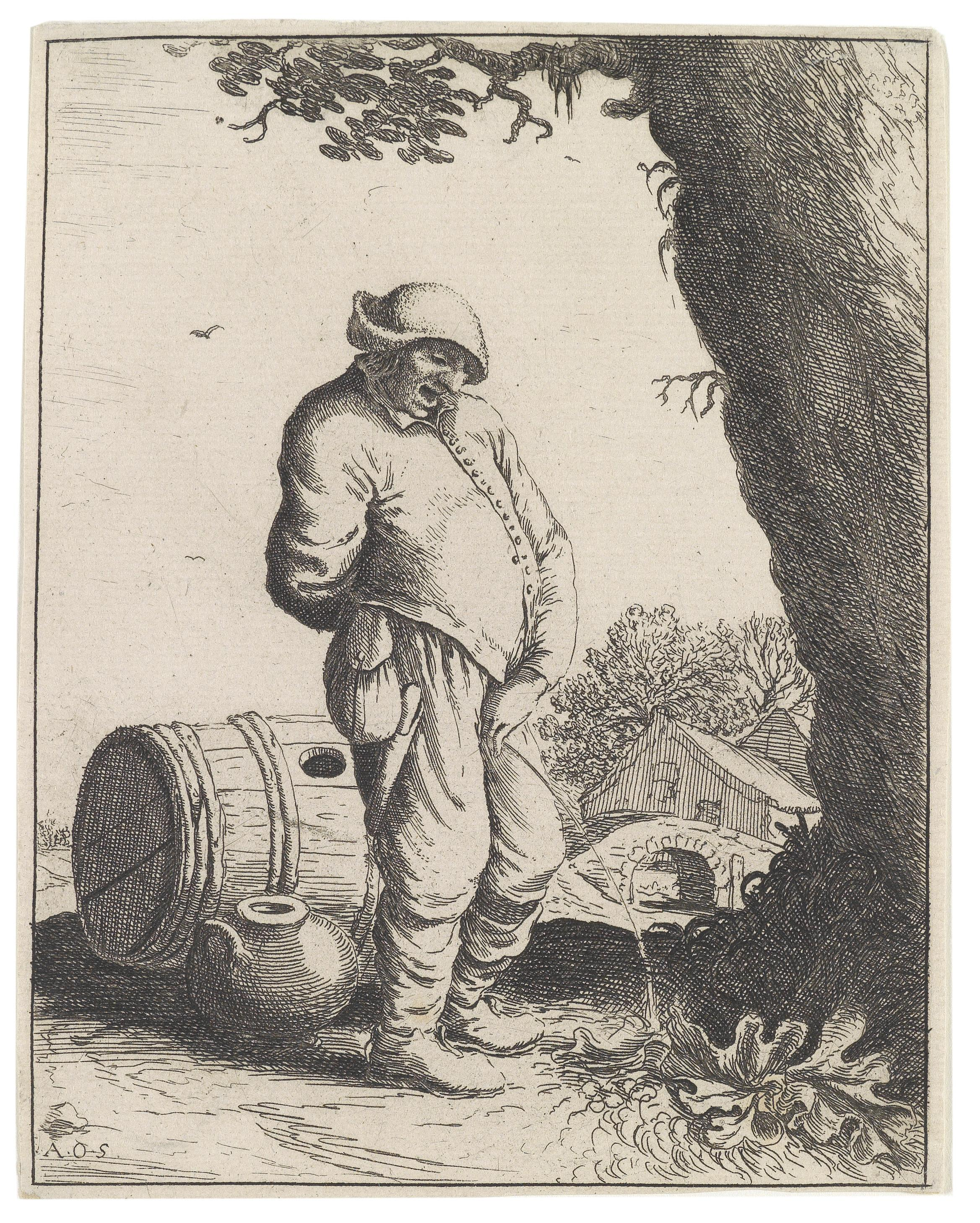
Der pissende Bauer – Lithografie von Adriaen van Ostade (1660)
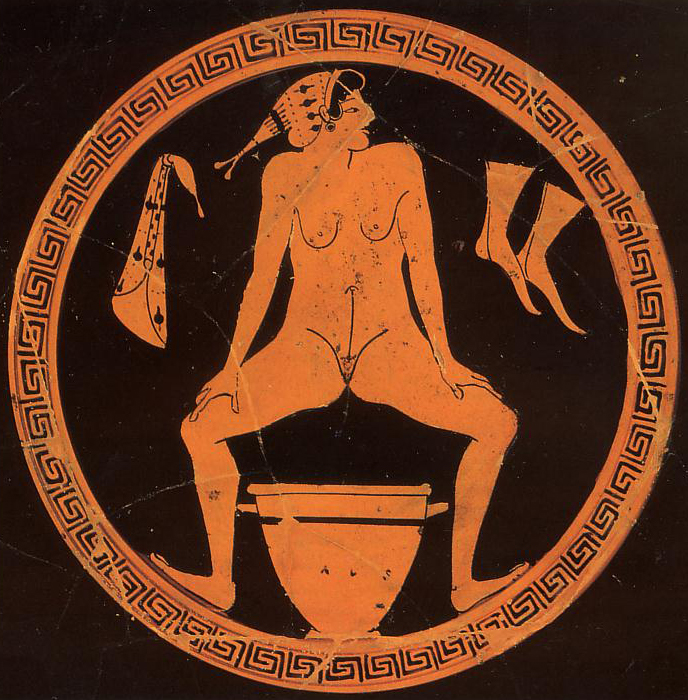
In einen Skyphos urinierende griechische Hetäre; Innenbild einer attisch-rotfigurigen Trinkschale in der Art des Erzgießerei-Malers (um 480 v. Chr.)
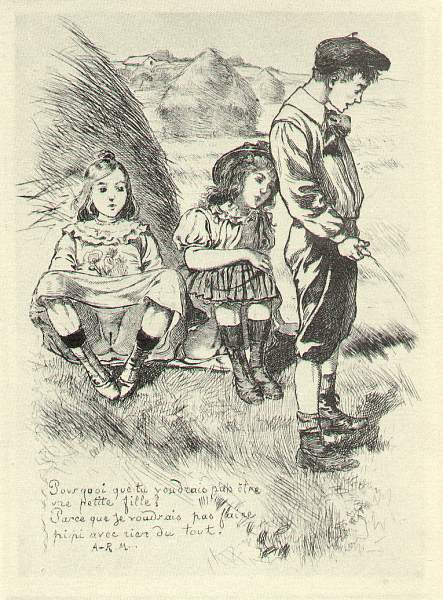
La Grande Danse macabre des vifs – Illustration von Martin van Maële (1905)
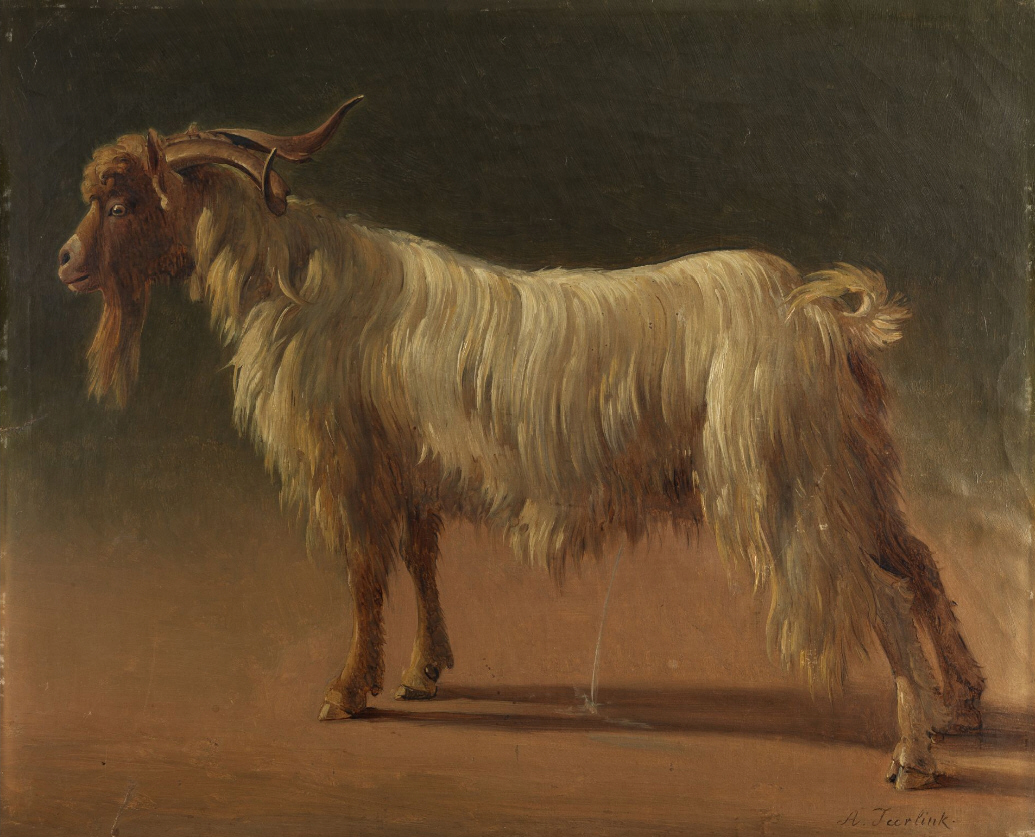
Abraham Teerlink: Ziegenbock beim Wasserlassen (19. Jh.)
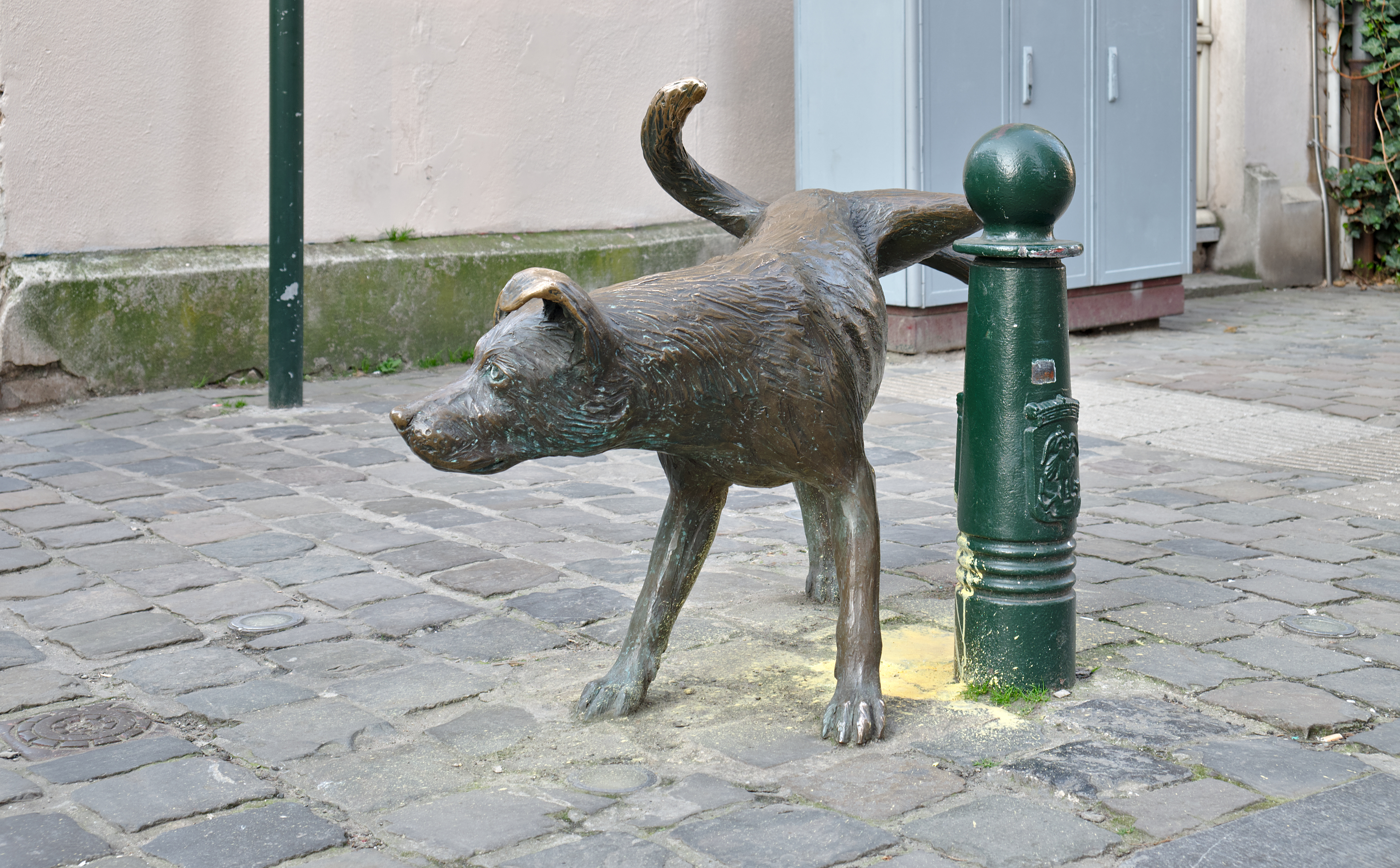
Zinneke Pis

## Miktion bei Tieren
Die Miktion kommt bei allen Säugetieren vor und erfüllt primär denselben Zweck wie beim Menschen: die Exkretion von harnpflichtigen Stoffwechselprodukten. Über die Funktion der Ausscheidung hinaus dient der Urin, genauer bestimmte darin enthaltene Pheromone, bei zahlreichen Wirbeltieren der Markierung des eigenen Reviers. Bei kleinen Nagetieren kann der Urin bzw. Pheromone auch als Wegmarkierung verwendet werden. Bei Tieren, die ihren Urin zu Markierungszwecken nutzen, weist dieser oftmals einen intensiven, strengen Geruch (siehe auch Jacobson-Organ) auf.
Die Menge des ausgeschiedenen Urins ist abhängig von der Körpergröße, ausgewachsene Elefanten können ca. 30 Liter Urin auf einmal ablassen. Die Miktionsdauer hingegen ist bei allen größeren Säugetieren (ab ca. 3 kg) ähnlich und beträgt im Mittel ca. 21 Sekunden. Während des Winterschlafs (ca. vier Monate) lassen Eisbären gar keinen Harn ab.

Säugetiere beim Urinieren
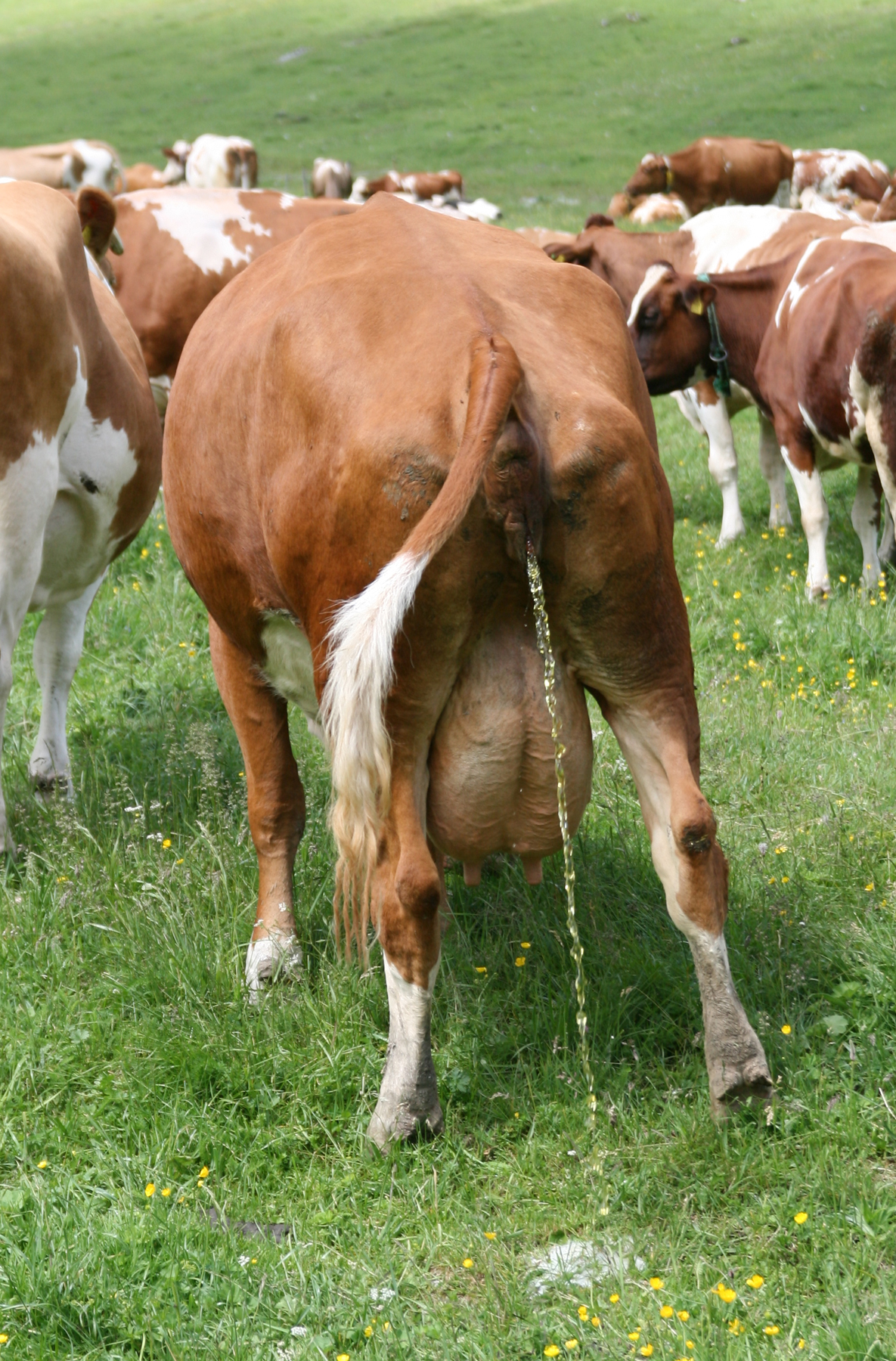
Weibliches Hausrind (Bos taurus taurus) beim Exkretionsvorgang
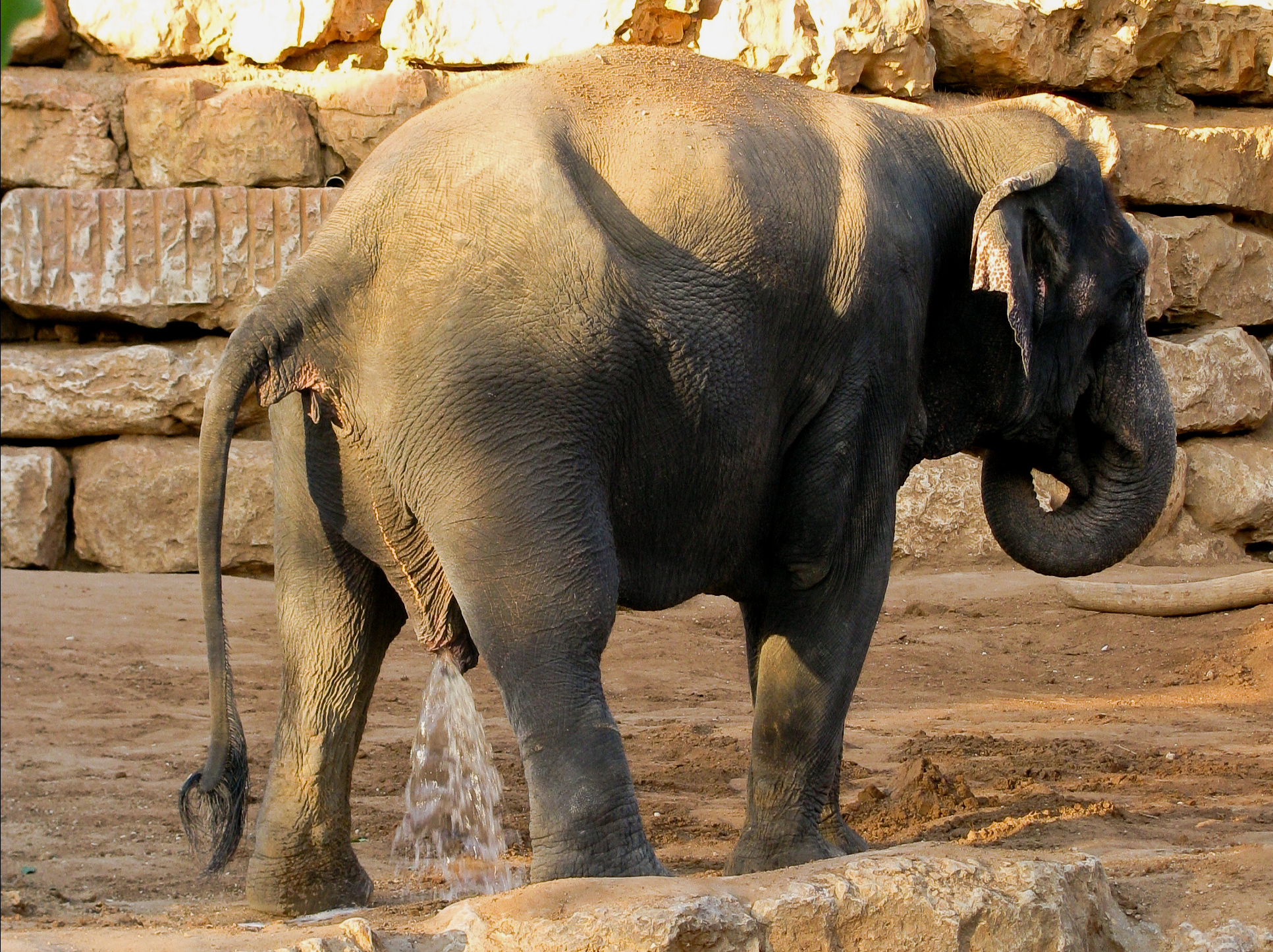
Elefant beim Urinieren
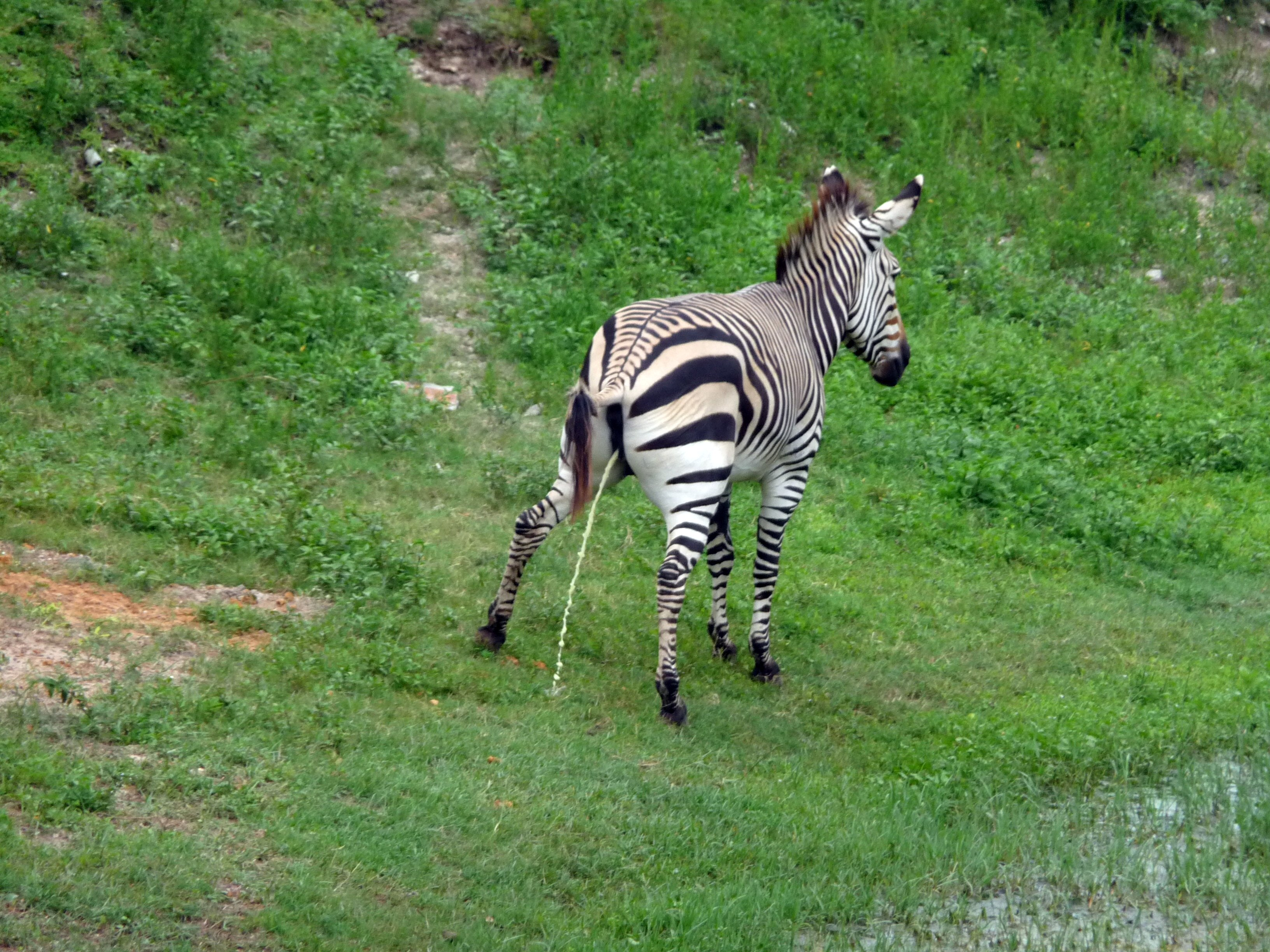
Zebra (Equus zebra)
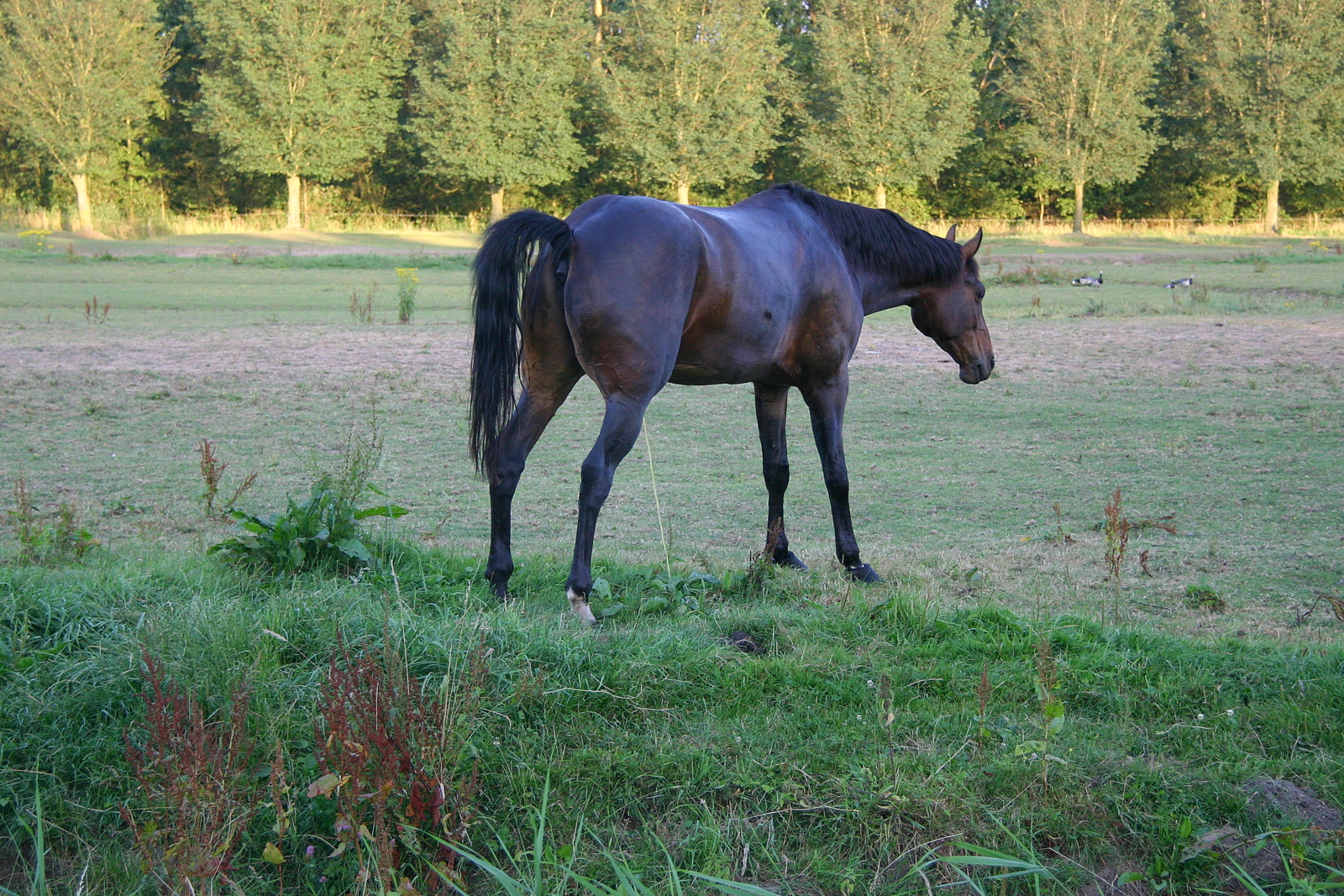
Männliches Pferd
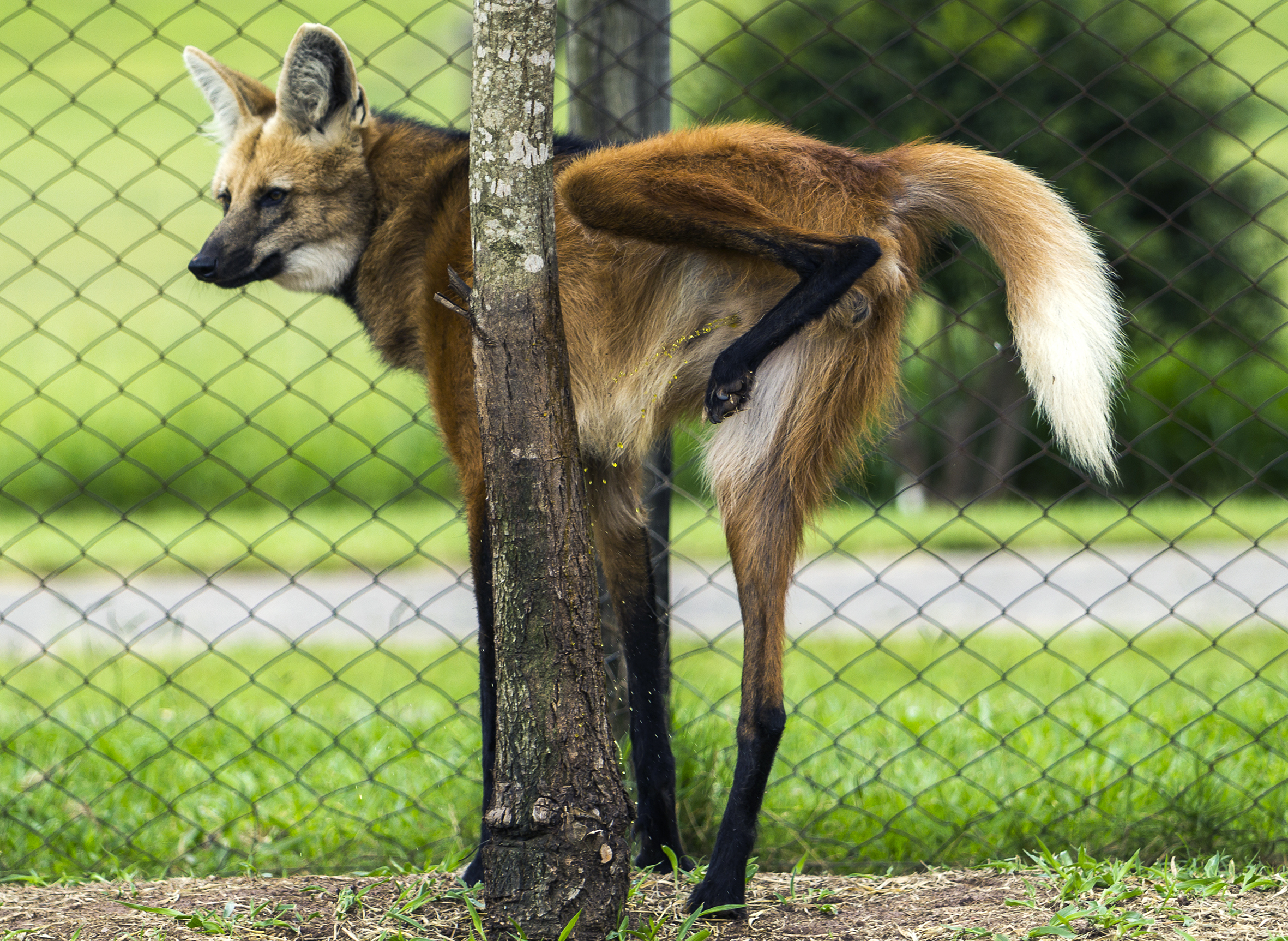
Mähnenwolf (Chrysocyon brachyurus)
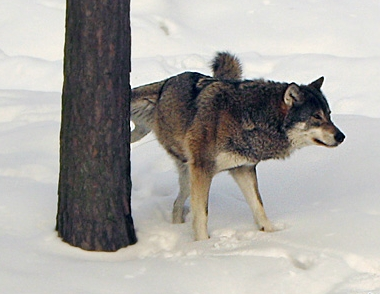
Wolf (Canis lupus). Das Absetzen des Urins dient auch zur territorialen Markierung (Pheromone).
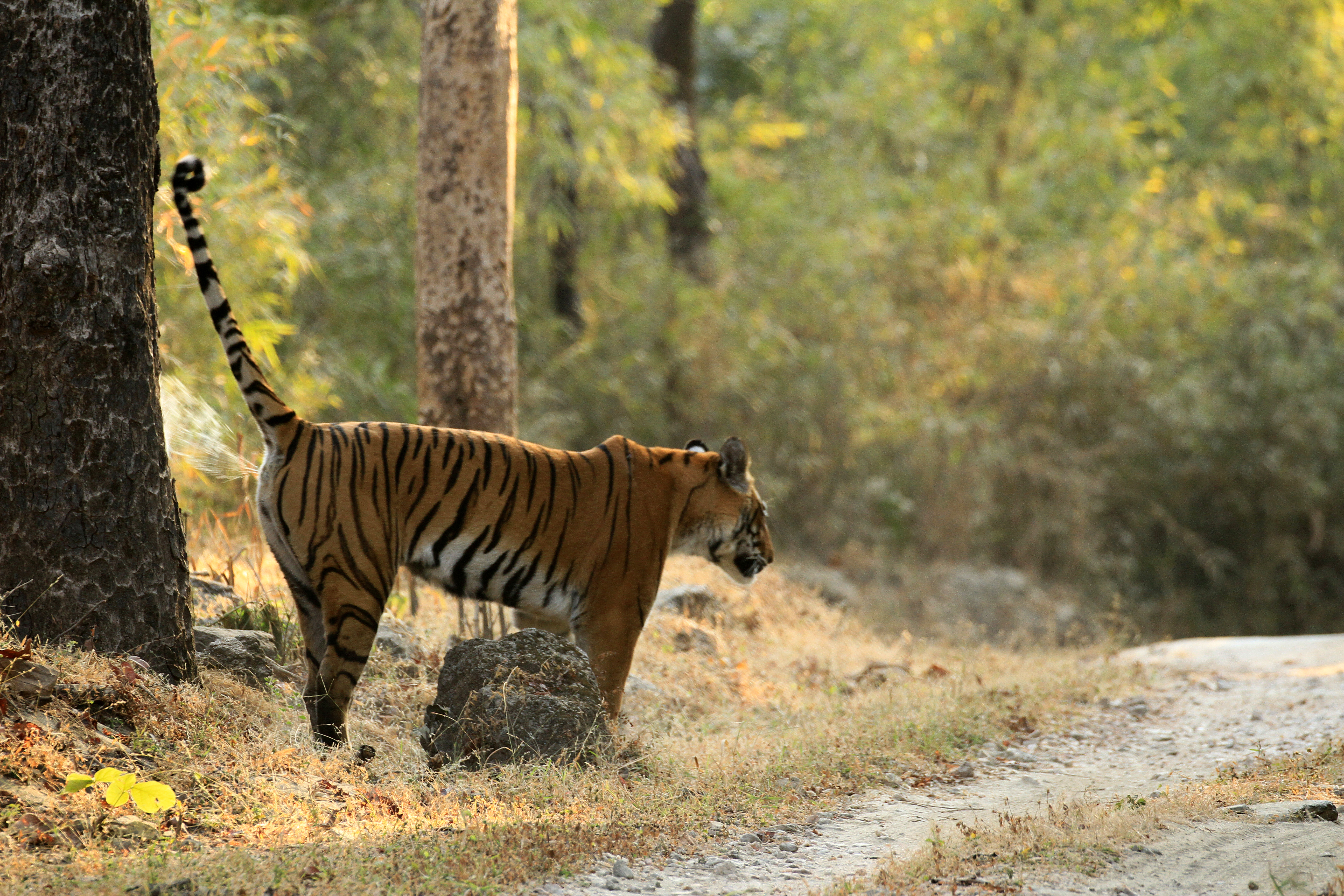
Tiger (Panthera tigris)